# Szczekociny (gmina)
Szczekociny est une gmina mixte du powiat de Zawiercie, Silésie, dans le sud de Pologne. Son siège est la ville de Szczekociny, qui se situe environ 33 km au nord-est de Zawiercie et 73 km au nord-est de la capitale régionale Katowice.
La gmina couvre une superficie de 136,09 km2 pour une population de 8 350 habitants.

## Géographie
Outre la ville de Szczekociny, la gmina inclut les villages de Bógdał, Bonowice, Brzostek, Chałupki, Drużykowa, Goleniowy, Grabiec, Gustawów, Małachów, Ołudza, Przyłęk, Rędziny, Rokitno, Siedliska, Starzyny, Szyszki, Tęgobórz, Wólka Ołudzka et Wólka Starzyńska.
La gmina borde les gminy de Irządze, Koniecpol, Kroczyce, Lelów, Moskorzew, Pilica, Radków, Secemin, Słupia et Żarnowiec.